# Michael Salvatori

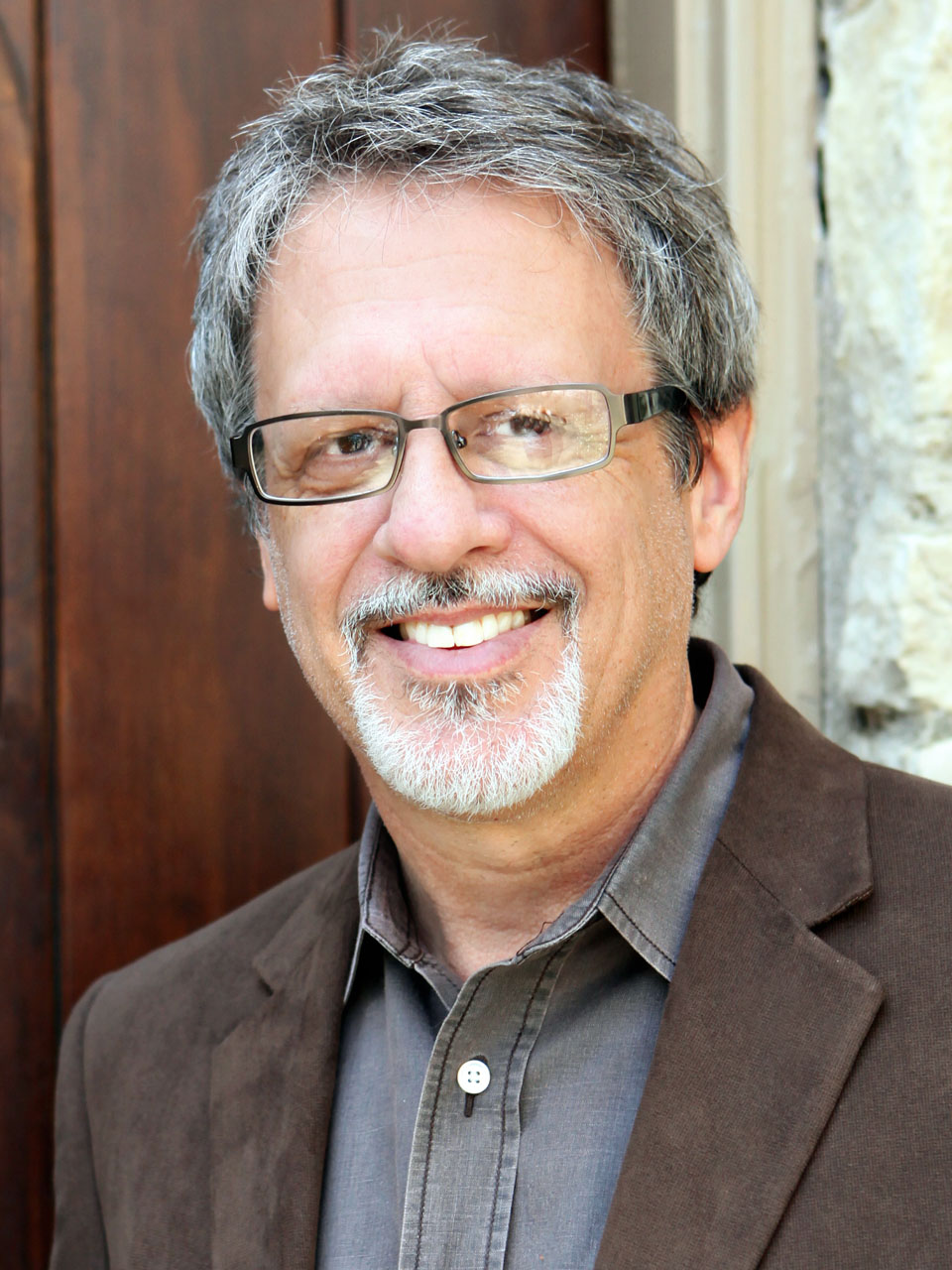
Michael Salvatori, 2011

Michael C. Salvatori, född 1954, är en amerikansk kompositör, mest känd för sitt samarbete med Martin O'Donnell och deras musik till datorspels-serien Halo. Salvatori och O'Donnell lärde känna varandra på college, när de fick erbjudandet att göra soundtracket till en kollegas film. De grundade senare produktionsbolaget TotalAudio. Salvatori har gjort egna kompositioner till bland andra Disney och Wideload Games. 2014 var han delaktig i tonsättningen av spelet Destiny. 

## Biografi
Under tiden i college skrev Salvatori musik till sitt eget rockband och blev vän med Martin O'Donnell. O'Donnell flyttade efter studierna till Chicago och fick en förfrågan om att tonsätta sin kollegas film. Salvatori hade tillgång till en egen inspelningstudio och när O'Donnell föreslog en uppdelning av jobbet mellan de två, blev de kompanjoner.
Efter musikproduktionen på realtidsstrategispelet Myth II skrev Bungie kontrakt med O'Donnell för fler projekt från spelföretaget, däribland third-person shooter-spelet Oni. Bungie ville 1999 omförhandla avtalen inför Oni, vilket resulterade i att O'Donnell anslöt sig till Bungie tio dagar innan företaget köptes upp av Microsoft. Salvatori fortsatte att sköta de affärsmässiga delarna av TotalAudio.
O'Donnell och Salvatori's företag TotalAudio kontrakterades för att producera musiken till Bungies kommande speltitel Halo: Combat Evolved. Salvatori komponerade musiken till efterföljarna Halo 2 och Halo 3 tillsammans med O'Donnell, som har nämnt Salvatori som en av sina musikaliska influenser.
Även på Halo 3: ODST var Salvatori delaktig i utvecklingen av spelmusiken. O'Donnell påbörjade jobbet med tonsättningen till spelet innan Salvatori tillkom i februari 2009.
2014 skapade Michael Salvatori musiken till spelet Destiny tillsammans med C Paul Johnson, Martin O'Donnell, Skye Lewin och Stan LePard. Paul McCartney bidrog också till soundtracket. 
Salvatori har fortsatt att producera och komponera egen musik, vid sidan av Halo-spelen och Destiny har han även varit ljudansvarig för andra datorspel.